# Szent Olaf Fesztivál

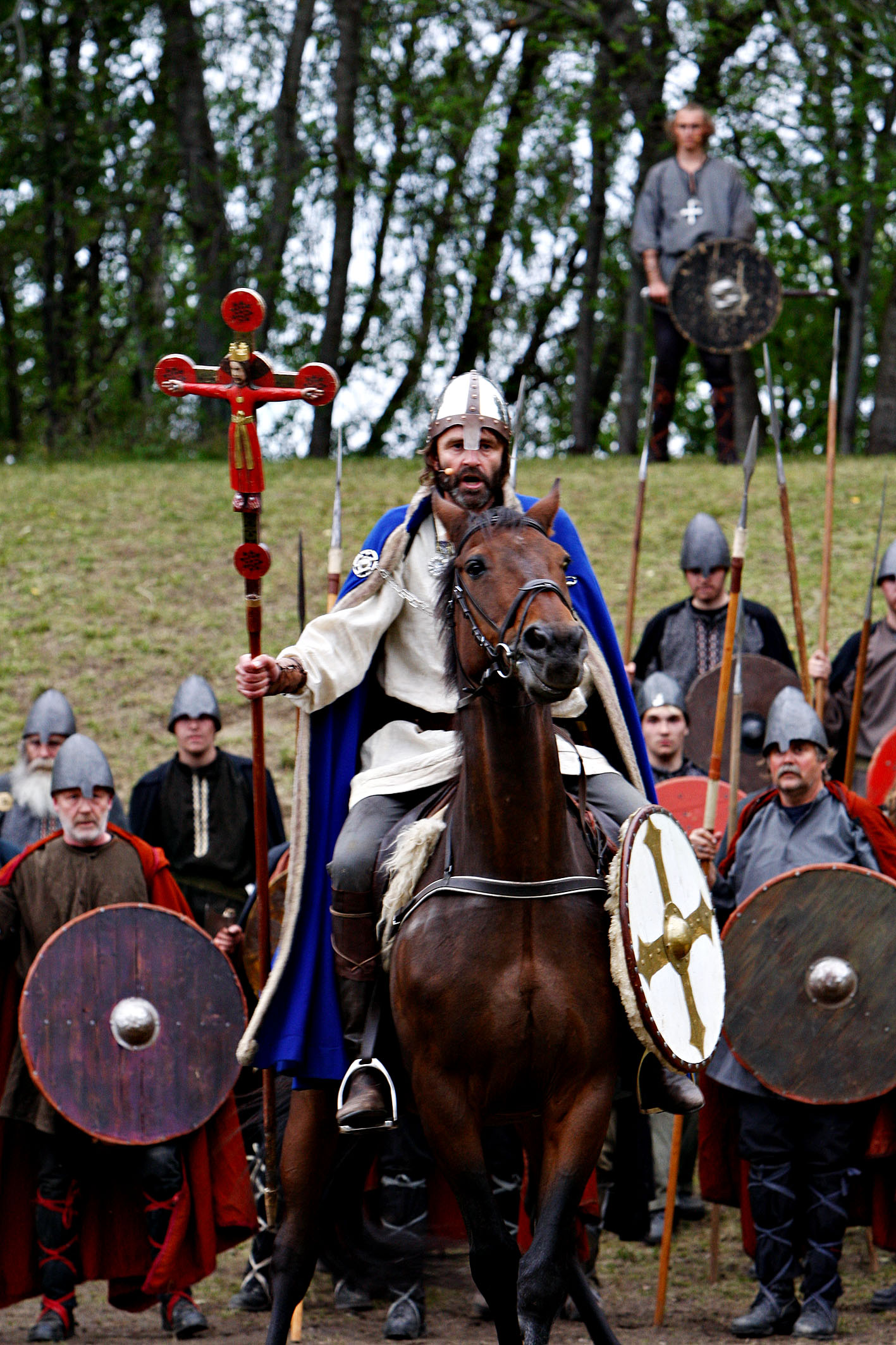

A Szent Olaf Fesztivál (norvégul Spelet om Heilag Olav) tíznapos nyári ünnep Norvégiában, a stiklestadi csata helyszínén, ahol a norvégokkal a kereszténységet elfogadtató szent király, II. Olaf 1030-ban életét vesztette.
Az ünnep minden évben a Szent Olaf-dráma négy előadása köré szerveződik, amelyet kiállítások, koncertek, íjászbemutatók, egyéb színházi előadások és középkori vásár kísérnek.
A fesztivál egész Norvégiából sok látogatót vonz. 2004-ben ötvenezer résztvevője volt.

## Kapcsolódó szócikk
- Ólavsøka